# Tisamenus
Tisamenus is een geslacht van Phasmatodea uit de familie Heteropterygidae. De wetenschappelijke naam van dit geslacht is voor het eerst geldig gepubliceerd in 1875 door Carl Stål.

## Soorten
Het geslacht Tisamenus omvat de volgende soorten:
- Tisamenus alviolanus Lit & Eusebio, 2010
- Tisamenus armadillo Redtenbacher, 1906
- Tisamenus asper Bolívar, 1890
- Tisamenus atropos (Rehn & Rehn, 1939)
- Tisamenus cervicornis Bolívar, 1890
- Tisamenus clotho (Rehn & Rehn, 1939)
- Tisamenus deplanata (Westwood, 1848)
- Tisamenus draconina (Westwood, 1848)
- Tisamenus fratercula (Rehn & Rehn, 1939)
- Tisamenus hystrix (Rehn & Rehn, 1939)
- Tisamenus kalahani Lit & Eusebio, 2005
- Tisamenus lachesis (Rehn & Rehn, 1939)
- Tisamenus polillo (Rehn & Rehn, 1939)
- Tisamenus ranarius (Westwood, 1859)
- Tisamenus serratorius Stål, 1875
- Tisamenus spadix (Rehn & Rehn, 1939)
- Tisamenus summaleonilae Lit & Eusebio, 2005
- Tisamenus tagalog (Rehn & Rehn, 1939)